# Lorenzo Violi

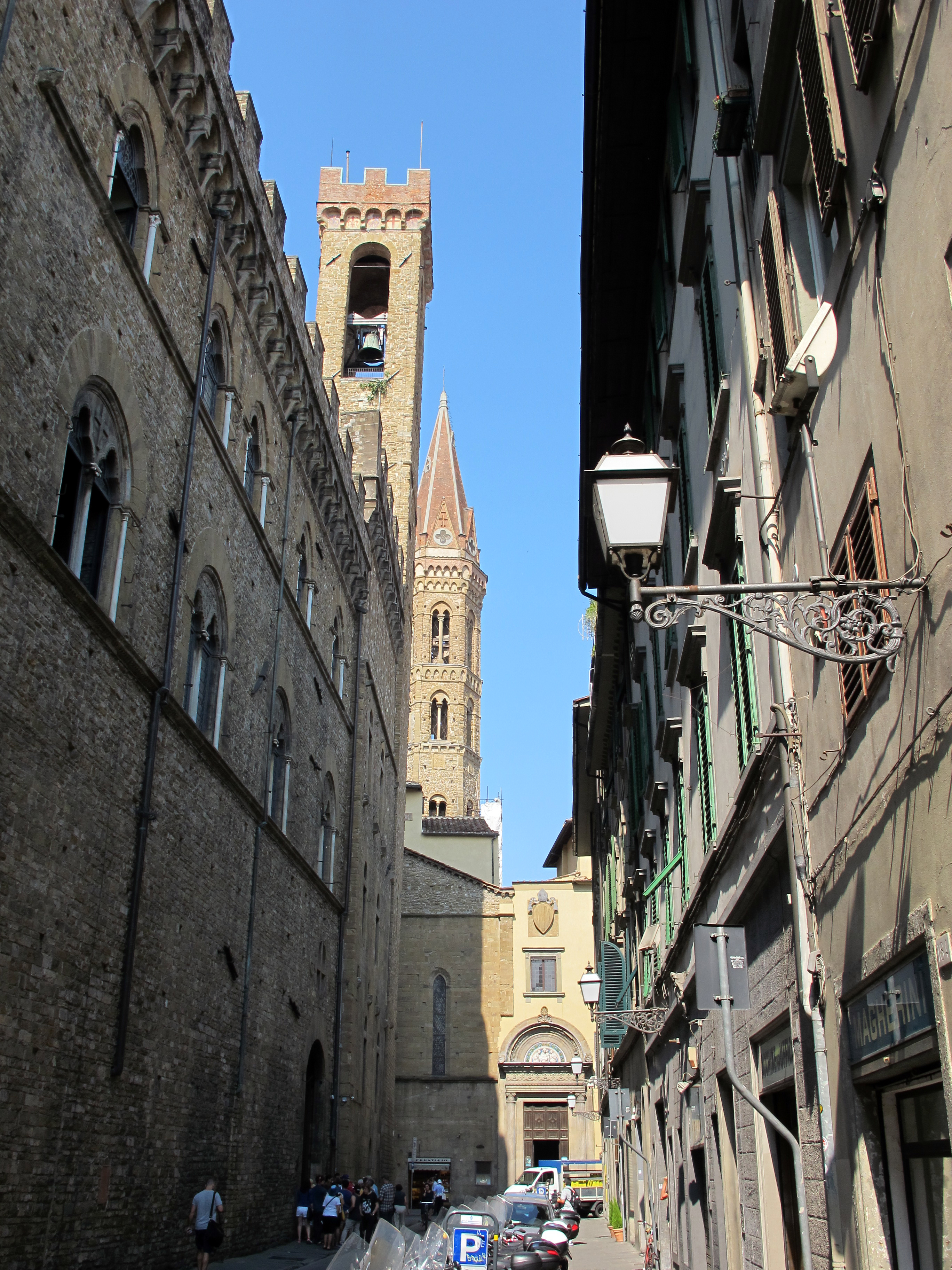
Canto del Palagio del Podestà, attuale Via Ghibellina, dove Violi ebbe la sua bottega a partire dal 1502, nei pressi del Palazzo del Bargello.

Lorenzo Violi (Firenze, 24 febbraio 1465 – Firenze, 5 o 10 ottobre 1556) è stato un notaio e scrittore italiano.

## Biografia

### La nascita e la giovinezza
Nacque nel quartiere di Santa Maria Novella, gonfalone del Leone Rosso. Il padre, Jacopo di Andrea Violi, lavorava con i rigattieri del mercato. L'estrazione sociale modesta non impedì a Lorenzo di avviare e completare un percorso di studio al termine del quale divenne notaio.

### L'attività notarile
Gli atti notarili rogati da Violi - custoditi presso l’Archivio di Stato di Firenze - documentano la sua attività professionale lungo un arco di tempo molto esteso: dal 1486 al 1546. Violi lavorò prima fuori Firenze, in particolare a Pieve Santo Stefano, e in seguito proprio a Firenze, dove a partire dal 1502 iniziò a lavorare in una bottega al Canto del Palagio del Podestà (attuale via Ghibellina, dove si trova il Palazzo del Bargello). Divenne ben presto uno dei notai più in vista della città e nei suoi rogiti compaiono alcuni dei personaggi più in vista dell'epoca, come il filosofo Marsilio Ficino, Michelangelo e i Medici. Nel 1530 rogò il trattato tra l’imperatore Carlo V e la Repubblica fiorentina.

### L'attività politica e la vecchiaia
La notorietà e le conoscenze acquisite come notaio gli consentirono anche di essere nominato per alcune cariche politiche. A partire dal 1520 Violi fu per diversi anni Segretario della seconda cancelleria della Repubblica, con obbligo di conferma annuale. Inoltre fu Sottocancelliere alle Riformagioni e fu incaricato di alcune missioni diplomatiche. Violi fu anche un membro della Confraternita laicale di San Paolo, dove militò dal 1503 fino alla morte. Con la vecchiaia Violi divenne cieco; abbandonati gli incarichi politici e l'attività professionale, si ritirò a vivere in una villa di Fiesole.

## Il rapporto con Girolamo Savonarola
La notorietà di Violi è legata in gran parte alla sua attività come seguace e collaboratore del frate domenicano Girolamo Savonarola. Non ancore trentenne, divenne il 'raccoglitore' ufficiale delle prediche del frate: trascriveva le parole di Savonarola mentre questi le pronunciava dal pulpito in modo da consentire la realizzazione dell'edizione a stampa delle prediche. Diversi testimoni coevi lo hanno lodato per la fedeltà con cui svolgeva il suo lavoro riportando fedelmente quello che Savonarola diceva. Si può supporre che lavorasse a stretto contatto con Savonarola, del quale venne considerato “quasi come un suo secretario”. Il coronamento della sua militanza savonaroliana fu la Apologia per modo di dialogo in defensione delle cose predicate dal reverendo padre fra Hieronymo Savonarola (meglio nota con il più sintetico titolo Le giornate), nella quale Violi immaginava un dialogo in cui un seguace del frate spiegava ad un interlocutore dubbioso che Savonarola era stato un vero profeta mandato da Dio e ucciso ingiustamente dai suoi nemici. L'opera venne scritta in prima stesura tra 1538 e 1540 e poi rivista negli anni successivi fino al 1545.

## Opera
- Le giornate, a cura di Gian Carlo Garfagnini, Firenze, Olschki, 1986